# Pattimura Universität
Die Pattimura Universität (Indonesisch: Universitas Pattimura) ist eine staatliche Universität in Ambon in Maluku, einer Provinz in Indonesien. Gegründet wurde sie offiziell am 23. April 1963. Ihren Namen hat sie vom molukkischen Befreiungskämpfer und Nationalhelden Indonesiens Pattimura.

## Geschichte
Die Gründung der Pattimura Universität beruht auf der Initiative molukkischer Persönlichkeiten, die sich dafür einsetzten, eine Institution für höhere Bildung auf den Molukken zu implementieren. Unter der Führung des Arztes Dr. J.B. Sitanala wollte die Initiative an der Entwicklung des noch jungen Landes teilhaben. Um diesen Plan nachzugehen, wurde am 20. Juli 1955 eine Stiftung für höhere Bildung für die Molukken und Westpapua unter dem Vorsitzenden Cornelis Loppies gegründet. Am 3. Oktober 1956 wurde die juristische Fakultät gegründet und dieses Datum galt als inoffizielle Geburtsstunde der Universität. Drei Jahre später, am 6. Oktober 1959, folgte die Fakultät für Sozial- und Politikwissenschaften und wieder zwei Jahre später noch die Fakultät für Lehramt und Erziehungswissenschaften am 10. September 1961.
Am 1. August 1962 wurde die Stiftung für höhere Bildung für die Molukken und Westpapua per ministerlichem Dekret als staatliche Universität eingeweiht. Zu diesem Zeitpunkt bestand die Universität aus fünf Fakultäten, da neben den drei bisherigen noch eine Fakultät für Land- und Forstwirtschaft sowie die Fakultät für Tierhaltung gegründet wurde. Am 23. April 1962 wurde die Universität dann per Präsidialdekret vollständig als Universität von Ambon anerkannt. Dieses Datum gilt als das offizielle Gründungsdatum der Universität, die fortan den Namen Pattimura trug. In den kommenden Jahren folgten die Eröffnung der Fakultät für Wirtschaftswissenschaften im Jahr 1965 und die Gründung der Fakultät für Ingenieurwissenschaften im Jahr 1970. Die Fakultät für Viehzucht wurde 1974 noch um den Bereich Fischzucht erweitert. Im Jahr 2012 wurde die medizinische Fakultät mit dem Ziel eröffnet, die medizinische Versorgung in der Provinz zu verbessern.

## Fakultäten
Die Universität Pattimura hat aktuell neun Fakultäten:
- Fakultät für Wirtschaftswissenschaften
- Fakultät für Rechtswissenschaften
- Fakultät für Sozial- und Politikwissenschaften
- Fakultät für Lehramt und Erziehung
- Fakultät für Fischerei und Ozeanologie
- Fakultät für Landwirtschaft
- Fakultät für Ingenieurwissenschaften
- Fakultät für Mathematik und Naturwissenschaften
- medizinische Fakultät

## Standort
Der Campus mit allen neun Fakultäten der Pattimura Universität befindet sich auf der gegenüberliegenden Seite der Bucht von Ambon (Teluk Ambon). Seit 2016 ist der Campus mit der Stadt Ambon direkt über die Merah-Putih-Brücke verbunden, wodurch sich die Fahrzeit deutlich verkürzt hat.

## Wappen
Das detailreiche Wappen der Pattimura Universität birgt eine umfassende Symbolik. Die fünf Außenkanten symbolisieren die Pancasila, die Staatsideologie Indonesiens. Die rote Flamme der Fackel verkörpert den Geist des Nationalhelden und Namensgebers Pattimura im Kampf gegen die niederländischen Besatzer. Die drei Enden der Flamme versinnbildlichen die drei Säulen des Bildungswesens: Ausbildung, Forschung und ehrenamtliche Tätigkeiten. Der gelbe Lotus steht für das Wissen und die Weisheit. Die drei weißen Perlen, symbolisch für die Ausdauer und Anstrengungen zum Erhalt der drei Säulen der Bildung, stehen in Kombination mit den zehn Lotusblättern für den dritten Oktober, 1956, den historischen Geburtstag der Pattimura Universität.

## Vorfälle
Durch das Erdbeben bei Ambon 2019 wurden einige Gebäude der Universität schwer beschädigt und fünf zerstört.